# のぞみ野 (石巻市)
のぞみ野（のぞみの）は、宮城県石巻市にある町名。現行行政地名はのぞみ野一丁目からのぞみ野五丁目。住居表示未実施。

## 地理
石巻市の西部に位置し、東松島市の市境沿いに位置している。主に、住宅街が広がっていて、復興住宅が各地に設置されている。

## 歴史
- 2017年（平成29年）11月3日 - 新蛇田地区被災市街地復興土地区画整理事業に伴い、蛇田字新立野・蛇田字新沼田の各一部を分離し、のぞみ野一丁目からのぞみ野五丁目を設置[4]。

## 世帯数と人口
2018年（平成30年）9月30日現在の世帯数と人口は以下の通りである。
| 丁目           | 世帯数    | 人口    |
| -------------- | --------- | ------- |
| のぞみ野一丁目 | 167世帯   | 402人   |
| のぞみ野二丁目 | 289世帯   | 729人   |
| のぞみ野三丁目 | 247世帯   | 507人   |
| のぞみ野四丁目 | 310世帯   | 830人   |
| のぞみ野五丁目 | 292世帯   | 763人   |
| 計             | 1,305世帯 | 3,231人 |

## 小・中学校の学区
市立小・中学校に通う場合、学区は以下の通りとなる。
| 丁目           | 番・番地等 | 小学校             | 中学校             |
| -------------- | ---------- | ------------------ | ------------------ |
| のぞみ野一丁目 | 全域       | 石巻市立蛇田小学校 | 石巻市立蛇田中学校 |
| のぞみ野二丁目 | 全域       | 石巻市立蛇田小学校 | 石巻市立蛇田中学校 |
| のぞみ野三丁目 | 全域       | 石巻市立蛇田小学校 | 石巻市立蛇田中学校 |
| のぞみ野四丁目 | 全域       | 石巻市立蛇田小学校 | 石巻市立蛇田中学校 |
| のぞみ野五丁目 | 全域       | 石巻市立蛇田小学校 | 石巻市立蛇田中学校 |

## 施設
- 新立野第一復興住宅
- 新立野第二復興住宅
- 新沼田第一復興住宅
- 新沼田第二復興住宅